# Ирландия на летних Олимпийских играх 2012
Ирландия на летних Олимпийских играх 2012 будет представлена как минимум в тринадцати видах спорта.

## Медалисты

### Золото
| Золото |             |                          |
| №      | Спортсмены  | Вид спорта (дисциплина)  |
| 1      | Кэти Тейлор | Бокс (женщины, до 60 кг) |

### Серебро
| Серебро |            |                          |
| №       | Спортсмены | Вид спорта (дисциплина)  |
| 1       | Джон Невин | Бокс (мужчины, до 56 кг) |

### Бронза
| Бронза |                  |                                          |
| №      | Спортсмены       | Вид спорта (дисциплина)                  |
| 1      | Киан О’Коннор    | Конный спорт (конкур, личное первенство) |
| 2      | Пэдди Барнс      | Бокс (мужчины, до 49 кг)                 |
| 3      | Майкл Конлан     | Бокс (мужчины, до 52 кг)                 |
| 4      | Роберт Хеффернан | Спортивная ходьба на 50 км (мужчины)     |

## Результаты соревнований

### Академическая гребля
Женщины
| Соревнование | Спортсменка | Отборочная гонка | Отборочная гонка | Четвертьфинал/ Дополнительная гонка | Четвертьфинал/ Дополнительная гонка | Полуфинал | Полуфинал | Финал | Финал |
| Соревнование | Спортсменка | Время            | Место            | Время                               | Место                               | Время     | Место     | Время | Место |
| ------------ | ----------- | ---------------- | ---------------- | ----------------------------------- | ----------------------------------- | --------- | --------- | ----- | ----- |
| Одиночки     |             |                  |                  |                                     |                                     |           |           |       |       |

### Бадминтон
Спортсменов — 2
Мужчины
| Соревнование     | Спортсмены  | Групповой этап | Групповой этап | Групповой этап | 1/8 финала    | 1/4 финала    | 1/2 финала    | Финал         | Финал |
| Соревнование     | Спортсмены  | 1 матч         | 2 матч         | 3 матч         | 1/8 финала    | 1/4 финала    | 1/2 финала    | Финал         | Финал |
| Соревнование     | Спортсмены  | Соперник Счёт  | Соперник Счёт  | Соперник Счёт  | Соперник Счёт | Соперник Счёт | Соперник Счёт | Соперник Счёт | Место |
| ---------------- | ----------- | -------------- | -------------- | -------------- | ------------- | ------------- | ------------- | ------------- | ----- |
| Одиночный разряд | Скотт Эванс |                |                |                |               |               |               |               |       |

Женщины
| Соревнование     | Спортсмены | Групповой этап | Групповой этап | Групповой этап | 1/8 финала    | 1/4 финала    | 1/2 финала    | Финал         | Финал |
| Соревнование     | Спортсмены | 1 матч         | 2 матч         | 3 матч         | 1/8 финала    | 1/4 финала    | 1/2 финала    | Финал         | Финал |
| Соревнование     | Спортсмены | Соперник Счёт  | Соперник Счёт  | Соперник Счёт  | Соперник Счёт | Соперник Счёт | Соперник Счёт | Соперник Счёт | Место |
| ---------------- | ---------- | -------------- | -------------- | -------------- | ------------- | ------------- | ------------- | ------------- | ----- |
| Одиночный разряд | Хлоя Маги  |                |                |                |               |               |               |               |       |

### Бокс
Спортсменов — 6
Мужчины
| Соревнование | Спортсмены     | Первый раунд                | Второй раунд                   | Четвертьфинал                | Полуфинал                     | Финал                      | Место                |
| Соревнование | Спортсмены     | Соперник Результат          | Соперник Результат             | Соперник Результат           | Соперник Результат            | Соперник Результат         | Место                |
| ------------ | -------------- | --------------------------- | ------------------------------ | ---------------------------- | ----------------------------- | -------------------------- | -------------------- |
| до 49 кг     | Пэдди Барнс    |                             | Томас Эссомба (CMR) В 15-10    | Девендро Сингх (IND) В 23-18 | Цзоу Шимин (CHN) П 15-15+     | Завершил выступление       | 3                    |
| до 52 кг     | Майкл Конлан   |                             | Дьюк Мика (GHA) В 19-8         | Нордин Убаали (FRA) В 22-18  | Робейси Рамирес (CUB) П 10-20 | Завершил выступление       | 3                    |
| до 56 кг     | Джон Джо Невин | Деннис Сейлан (DEN) В 21-6  | Канат Абуталипов (KAZ) В 15-10 | Оскар Вальдес (MEX) В 19-13  | Ласаро Альварес (CUB) В 19-14 | Люк Кэмпбелл (GBR) П 11-14 | 2                    |
| до 69 кг     | Адам Нолан     | Карлос Санчес (ECU) В 14-8  | Андрей Замковой (RUS) П 9-18   | Завершил выступление         | Завершил выступление          | Завершил выступление       | Завершил выступление |
| до 75 кг     | Даррен О’Нил   | Муйдин Аканджи (NGR) В 15-6 | Штефан Хертель (GER) П 12-19   | Завершил выступление         | Завершил выступление          | Завершил выступление       | Завершил выступление |

Женщины
| Соревнование | Спортсмены  | Первый раунд       | Четвертьфинал               | Полуфинал                    | Финал                      | Место |
| Соревнование | Спортсмены  | Соперник Результат | Соперник Результат          | Соперник Результат           | Соперник Результат         | Место |
| ------------ | ----------- | ------------------ | --------------------------- | ---------------------------- | -------------------------- | ----- |
| до 60 кг     | Кэти Тейлор |                    | Наташа Джонас (GBR) В 26-15 | Мавзуна Чориева (TJK) В 17-9 | Софья Очигава (RUS) В 10-8 | 1     |

### Велоспорт
Спортсменов —

#### Трековый велоспорт
Мужчины
Омниум
| Спортсмен | Быстрый круг Время Место | Гонка по очкам Очки Место | Гонка с выбыванием Место | Индивидуальная гонка преследования Время Место | Скрэтч Место | Гит Время | Финал Место |
| --------- | ------------------------ | ------------------------- | ------------------------ | ---------------------------------------------- | ------------ | --------- | ----------- |
|           |                          |                           |                          |                                                |              |           |             |

#### Шоссейный велоспорт
Мужчины
| Соревнование     | Спортсмены | Время | Место |
| ---------------- | ---------- | ----- | ----- |
| групповая гонка  |            |       |       |
|                  |            |       |       |
|                  |            |       |       |
| раздельная гонка |            |       |       |

### Водные виды спорта

#### Плавание
Спортсменов — 4
В следующий раунд на каждой дистанции проходят лучшие спортсмены по времени, независимо от места занятого в своём заплыве.
Мужчины
| Соревнование       | Спортсмен   | Предварительные заплывы | Предварительные заплывы | Полуфиналы           | Полуфиналы           | Финал                | Финал                |
| Соревнование       | Спортсмен   | Результат               | Место                   | Результат            | Место                | Результат            | Место                |
| ------------------ | ----------- | ----------------------- | ----------------------- | -------------------- | -------------------- | -------------------- | -------------------- |
| 50 м вольный стиль | Барри Мёрфи | 22,76                   | 29                      | Завершил выступление | Завершил выступление | Завершил выступление | Завершил выступление |
| 100 м брасс        |             |                         |                         |                      |                      |                      |                      |

Женщины
| Соревнование        | Спортсмен | Предварительный раунд | Предварительный раунд | Полуфинал | Полуфинал | Финал     | Финал |
| Соревнование        | Спортсмен | Результат             | Место                 | Результат | Место     | Результат | Место |
| ------------------- | --------- | --------------------- | --------------------- | --------- | --------- | --------- | ----- |
| 800 м вольный стиль |           |                       |                       |           |           |           |       |
| 200 м на спине      |           |                       |                       |           |           |           |       |
| 100 м брасс         |           |                       |                       |           |           |           |       |

### Гимнастика
Спортсменов —

#### Спортивная гимнастика
Мужчины
| Соревнование          | Спортсмен   | Вольные упражнения | Вольные упражнения | Опорный прыжок | Опорный прыжок | Брусья | Брусья | Перекладина | Перекладина | Кольца | Кольца | Конь | Конь  | Абсолютное первенство | Абсолютное первенство |
| Соревнование          | Спортсмен   | Очки               | Место              | Очки           | Место          | Очки   | Место  | Очки        | Место       | Очки   | Место  | Очки | Место | Очки                  | Место                 |
| --------------------- | ----------- | ------------------ | ------------------ | -------------- | -------------- | ------ | ------ | ----------- | ----------- | ------ | ------ | ---- | ----- | --------------------- | --------------------- |
| абсолютное первенство | Киран Бихан |                    |                    |                |                |        |        |             |             |        |        |      |       |                       |                       |

### Гребля на байдарках и каноэ

#### Гребля на гладкой воде
Мужчины
| Соревнование | Спортсмены | Предварительный этап | Предварительный этап | Полуфиналы | Полуфиналы | Финал | Финал |
| Соревнование | Спортсмены | Время                | Место                | Время      | Место      | Время | Место |
| ------------ | ---------- | -------------------- | -------------------- | ---------- | ---------- | ----- | ----- |
| К-1, 200 м   |            |                      |                      |            |            |       |       |

#### Гребной слалом
Мужчины
| Соревнование | Спортсмены | Предварительный этап | Предварительный этап | Полуфиналы | Полуфиналы | Финал | Финал |
| Соревнование | Спортсмены | Время                | Место                | Время      | Место      | Время | Место |
| ------------ | ---------- | -------------------- | -------------------- | ---------- | ---------- | ----- | ----- |
| Б-1          |            |                      |                      |            |            |       |       |

Женщины
| Соревнование | Спортсмены | Предварительный этап | Предварительный этап | Полуфиналы | Полуфиналы | Финал | Финал |
| Соревнование | Спортсмены | Время                | Место                | Время      | Место      | Время | Место |
| ------------ | ---------- | -------------------- | -------------------- | ---------- | ---------- | ----- | ----- |
| Б-1          |            |                      |                      |            |            |       |       |

### Дзюдо
Спортсменов — 1
Женщины
| Категория | Спортсменка | Турнир       | 1/16 финала        | 1/8 финала         | Четвертьфинал      | Полуфинал          | Финал              | Место |
| Категория | Спортсменка | Турнир       | Соперник Результат | Соперник Результат | Соперник Результат | Соперник Результат | Соперник Результат | Место |
| --------- | ----------- | ------------ | ------------------ | ------------------ | ------------------ | ------------------ | ------------------ | ----- |
| до 48 кг  | Лиза Кирни  | За 1-е место |                    |                    |                    |                    |                    |       |
| до 48 кг  | Лиза Кирни  | За 3-е место |                    |                    |                    |                    |                    |       |

### Конный спорт
Спортсменов — 5

#### Троеборье
| Соревнование              | Спортсмены | Манежная езда | Манежная езда | Кросс     | Кросс | Конкур    | Конкур | Финальный конкур | Финальный конкур | Всего     | Всего |
| Соревнование              | Спортсмены | Результат     | Место         | Результат | Место | Результат | Место  | Результат        | Место            | Результат | Место |
| ------------------------- | ---------- | ------------- | ------------- | --------- | ----- | --------- | ------ | ---------------- | ---------------- | --------- | ----- |
| индивидуальное первенство |            |               |               |           |       |           |        |                  |                  |           |       |
|                           |            |               |               |           |       |           |        |                  |                  |           |       |
|                           |            |               |               |           |       |           |        |                  |                  |           |       |
| командное первенство      |            |               |               |           |       |           |        |                  |                  |           |       |

#### Конкур
В каждом из раундов спортсменам необходимо было пройти дистанцию с разным количеством препятствий и разным лимитом времени. За каждое сбитое препятствие спортсмену начислялось 4 штрафных балла, за превышение лимита времени 1 штрафное очко (за каждые 5 секунд).
| Соревнование              | Спортсмены                     | Квалификация | Квалификация | Квалификация | Квалификация | Квалификация | Квалификация         | Квалификация         | Квалификация         | Финал                | Финал                | Финал                | Финал                | Финал | Перепрыжка | Перепрыжка | Перепрыжка |
| Соревнование              | Спортсмены                     | 1 раунд      | 1 раунд      | 2 раунд      | Всего        | Всего        | 3 раунд              | Всего                | Всего                | Финал A              | Финал A              | Финал B              | Всего                | Всего | Перепрыжка | Перепрыжка | Перепрыжка |
| Соревнование              | Спортсмены                     | Штраф        | Место        | Штраф        | Штраф        | Место        | Штраф                | Штраф                | Место                | Штраф                | Место                | Штраф                | Штраф                | Место | Штраф      | Время      | Место      |
| ------------------------- | ------------------------------ | ------------ | ------------ | ------------ | ------------ | ------------ | -------------------- | -------------------- | -------------------- | -------------------- | -------------------- | -------------------- | -------------------- | ----- | ---------- | ---------- | ---------- |
| Индивидуальное первенство | Киан О’Коннор на Blue Loyd 12  | 0            | 1 (Q)        | 8            | 8            | 31 (Q)       | 12                   | 20                   | 38 (Q)               | 0                    | 1                    | 1                    | 1                    | 2     | 4          | 46,64      | 3          |
| Индивидуальное первенство | Билли Туми на Tinka’s Serenade | 4            | 42 (Q)       | 8            | 12           | 56           | Завершил выступление | Завершил выступление | Завершил выступление | Завершил выступление | Завершил выступление | Завершил выступление | Завершил выступление | 56    |            |            |            |

### 

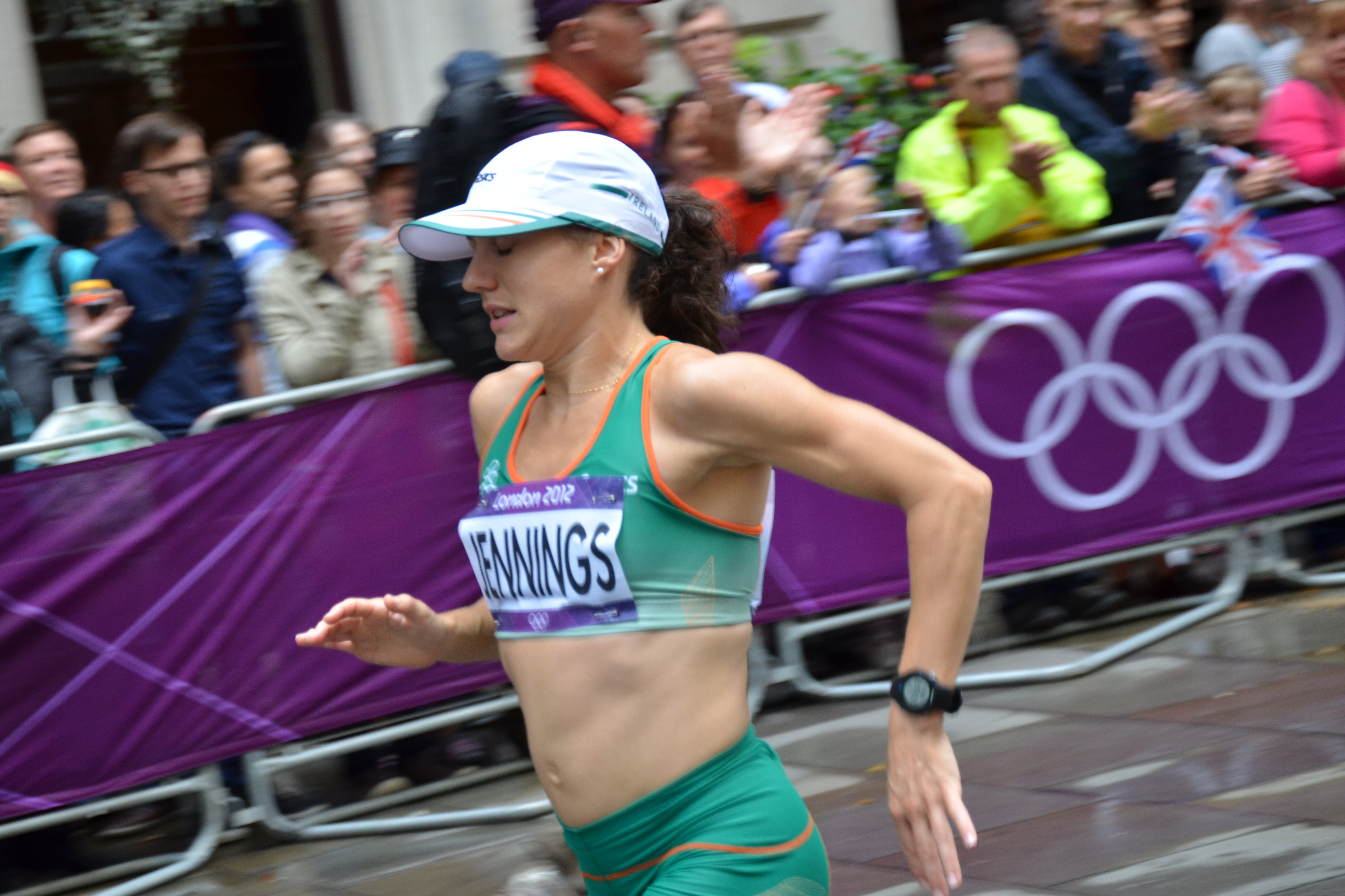
Кайтриона Дженнингс

### Лёгкая атлетика
Спортсменов —
Мужчины
| Дисциплина      | Спортсмен | Предварительный раунд | Предварительный раунд | Четвертьфиналы | Четвертьфиналы | Полуфиналы | Полуфиналы | Финал     | Финал |
| Дисциплина      | Спортсмен | Результат             | Место                 | Результат      | Место          | Результат  | Место      | Результат | Место |
| --------------- | --------- | --------------------- | --------------------- | -------------- | -------------- | ---------- | ---------- | --------- | ----- |
| 100 м           |           |                       |                       |                |                |            |            |           |       |
| 200 м           |           |                       |                       |                |                |            |            |           |       |
| 800 м           |           |                       |                       |                |                |            |            |           |       |
| 1 500 м         |           |                       |                       |                |                |            |            |           |       |
| 5 000 м         |           |                       |                       |                |                |            |            |           |       |
| марафон         |           |                       |                       |                |                |            |            |           |       |
| ходьба на 20 км |           |                       |                       |                |                |            |            |           |       |
| ходьба на 50 км |           |                       |                       |                |                |            |            |           |       |
|                 |           |                       |                       |                |                |            |            |           |       |
|                 |           |                       |                       |                |                |            |            |           |       |

Женщины
| Дисциплина      | Спортсмен | Предварительный раунд | Предварительный раунд | Четвертьфиналы | Четвертьфиналы | Полуфиналы | Полуфиналы | Финал     | Финал |
| Дисциплина      | Спортсмен | Результат             | Место                 | Результат      | Место          | Результат  | Место      | Результат | Место |
| --------------- | --------- | --------------------- | --------------------- | -------------- | -------------- | ---------- | ---------- | --------- | ----- |
| 400 м           |           |                       |                       |                |                |            |            |           |       |
| 1 500 м         |           |                       |                       |                |                |            |            |           |       |
| 5 000 м         |           |                       |                       |                |                |            |            |           |       |
| 10 000 м        |           |                       |                       |                |                |            |            |           |       |
| 100 м с/б       |           |                       |                       |                |                |            |            |           |       |
| 400 м с/б       |           |                       |                       |                |                |            |            |           |       |
| 3 000 м с/п     |           |                       |                       |                |                |            |            |           |       |
|                 |           |                       |                       |                |                |            |            |           |       |
| марафон         |           |                       |                       |                |                |            |            |           |       |
|                 |           |                       |                       |                |                |            |            |           |       |
|                 |           |                       |                       |                |                |            |            |           |       |
| ходьба на 20 км |           |                       |                       |                |                |            |            |           |       |
|                 |           |                       |                       |                |                |            |            |           |       |
| прыжки в высоту |           |                       |                       |                |                |            |            |           |       |
| прыжки с шестом |           |                       |                       |                |                |            |            |           |       |

### Парусный спорт
Спортсменов —
Мужчины
| Класс    | Спортсмены | Гонка | Гонка | Гонка | Гонка | Гонка | Гонка | Гонка | Гонка | Гонка | Гонка | Гонка | Очки | Место |
| Класс    | Спортсмены | 1     | 2     | 3     | 4     | 5     | 6     | 7     | 8     | 9     | 10    | M     | Очки | Место |
| -------- | ---------- | ----- | ----- | ----- | ----- | ----- | ----- | ----- | ----- | ----- | ----- | ----- | ---- | ----- |
| Лазер    |            |       |       |       |       |       |       |       |       |       |       |       |      |       |
| 470      |            |       |       |       |       |       |       |       |       |       |       |       |      |       |
| Звёздный |            |       |       |       |       |       |       |       |       |       |       |       |      |       |

Женщины
| Класс        | Спортсмены | Гонка | Гонка | Гонка | Гонка | Гонка | Гонка | Гонка | Гонка | Гонка | Гонка | Гонка | Очки | Место |
| Класс        | Спортсмены | 1     | 2     | 3     | 4     | 5     | 6     | 7     | 8     | 9     | 10    | M     | Очки | Место |
| ------------ | ---------- | ----- | ----- | ----- | ----- | ----- | ----- | ----- | ----- | ----- | ----- | ----- | ---- | ----- |
| Лазер Радиал |            |       |       |       |       |       |       |       |       |       |       |       |      |       |

Открытый класс
| Класс | Спортсмены | Гонка | Гонка | Гонка | Гонка | Гонка | Гонка | Гонка | Гонка | Гонка | Гонка | Гонка | Гонка | Гонка | Гонка | Гонка | Гонка | Очки | Место |
| Класс | Спортсмены | 1     | 2     | 3     | 4     | 5     | 6     | 7     | 8     | 9     | 10    | 11    | 12    | 13    | 14    | 15    | M     | Очки | Место |
| ----- | ---------- | ----- | ----- | ----- | ----- | ----- | ----- | ----- | ----- | ----- | ----- | ----- | ----- | ----- | ----- | ----- | ----- | ---- | ----- |
| 49er  |            |       |       |       |       |       |       |       |       |       |       |       |       |       |       |       |       |      |       |

### Современное пятиборье
Спортсменов — 2
Современное пятиборье включает в себя: стрельбу, плавание, фехтование, верховую езду и бег. Впервые в истории соревнования по современному пятиборью проводились в новом формате. Бег и стрельба были объединены в один вид — комбайн. В комбайне спортсмены стартовали с гандикапом, набранным за предыдущие три дисциплины (4 очка = 1 секунда). Олимпийским чемпионом становится спортсмен, который пересекает финишную линию первым.
Мужчины
| Соревнование              | Спортсмены            | Фехтование | Фехтование | Фехтование | Плавание | Плавание | Плавание | Верховая езда | Верховая езда | Верховая езда | Комбайн  | Комбайн | Комбайн | Всего     | Всего |
| Соревнование              | Спортсмены            | Побед      | Очки       | Место      | Время    | Очки     | Место    | Штраф         | Очки          | Место         | Время    | Очки    | Место   | Результат | Место |
| ------------------------- | --------------------- | ---------- | ---------- | ---------- | -------- | -------- | -------- | ------------- | ------------- | ------------- | -------- | ------- | ------- | --------- | ----- |
| Индивидуальное первенство | Артур Ланаган О’Киффе | 14         | 736        | 29         | 2:02,44  | 1332     | 9        | 80            | 1120          | 20            | 11:08,69 | 2328    | 26      | 5516      | 25    |

Женщины
| Соревнование              | Спортсмены | Фехтование | Фехтование | Фехтование | Плавание | Плавание | Плавание | Верховая езда | Верховая езда | Верховая езда | Комбайн | Комбайн | Комбайн | Всего     | Всего |
| Соревнование              | Спортсмены | Побед      | Очки       | Место      | Время    | Очки     | Место    | Штраф         | Очки          | Место         | Время   | Очки    | Место   | Результат | Место |
| ------------------------- | ---------- | ---------- | ---------- | ---------- | -------- | -------- | -------- | ------------- | ------------- | ------------- | ------- | ------- | ------- | --------- | ----- |
| Индивидуальное первенство |            |            |            |            |          |          |          |               |               |               |         |         |         |           |       |

### Стрельба
Мужчины
| Соревнование | Спортсмен | Квалификация | Квалификация | Финал | Всего     | Всего |
| Соревнование | Спортсмен | Результат    | Место        | Финал | Результат | Место |
| ------------ | --------- | ------------ | ------------ | ----- | --------- | ----- |
| Трап         |           |              |              |       |           |       |

### Триатлон
Мужчины
| Соревнование              | Спортсмен | Плавание | Велоспорт | Бег | Итоговое время | Место | Отставание |
| ------------------------- | --------- | -------- | --------- | --- | -------------- | ----- | ---------- |
| индивидуальное первенство |           |          |           |     |                |       |            |

Женщины
| Соревнование              | Спортсменка | Плавание | Велоспорт | Бег | Итоговое время | Место | Отставание |
| ------------------------- | ----------- | -------- | --------- | --- | -------------- | ----- | ---------- |
| индивидуальное первенство |             |          |           |     |                |       |            |